# Houéfa
 (décembre 2021).
Houéfa est un prénom féminin de l'ethnie Fon, dans le Sud du Bénin. Ce prénom signifie la paix au foyer et est souvent donné à la fille aînée et constitue une prière que font les parents pour que la paix règne à jamais dans leur foyer.